# Werner Ingendahl
Werner Ingendahl (* 13. Juli 1939 in Oberhausen) ist ein deutscher Germanist, Didaktiker und Hochschullehrer.

## Leben und Wirken
Werner Ingendahl ist der Sohn eines Ingenieurs. Er legte seine Reifeprüfung 1958 in Oberhausen ab. Von 1958 bis 1961 studierte er Pädagogik, Germanistik und Musik an der Pädagogischen Hochschule Dortmund. Die beiden Staatsexamen für den Schuldienst absolvierte er 1961 bzw. 1964. Zunächst war er als Lehrer im Schuldienst tätig, u. a. an der Volksschule in Dinslaken. Von 1966 bis 1971 setzte er sein Studium fort und zwar an der Universität Bonn. Dort studierte er Sprachwissenschaft, Literaturwissenschaft und Pädagogik und promovierte 1971 bei Leo Weisgerber. Es folgte eine Assistententätigkeit an der Pädagogischen Hochschule Bonn. Im Jahre 1974 habilitierte er sich an der Pädagogischen Hochschule Köln für Sprach- und Literaturdidaktik. Seit 1974 lehrte er als Wissenschaftlicher Rat und Professor für Germanistik und Didaktik der deutschen Sprache und Literatur an der Bergischen Universität Wuppertal. 2005 ging er in Pension und behielt seinen Wohnsitz in Wuppertal. Er ist Vater von drei Kindern.

## Veröffentlichungen (Auswahl)
- Der metaphorische Prozeß. Methodologie zu seiner Erforschung und Systematisierung (= Sprache der Gegenwart, Bd. 14). Schwann, Düsseldorf 1971 (= Dissertation Universität Bonn).
- Aufsatzerziehung als Hilfe zur Emanzipation. Didaktik und Methodik schriftlicher Sprachgestaltung. Schwann, Düsseldorf 1972, ISBN 3-7895-0144-1 (4. Aufl. 1976, ISBN 3-590-15355-5).
- Sprechspiele - Rollenspiele. Übungen für die Spiel- und Spracherziehung in der Grundschule. List, München 1973, ISBN 3-471-00501-3.
- (Hrsg.): Projektarbeit im Deutschunterricht. Theorie und Praxis einer lebenspraktisch orientierten Spracherziehung. List, München 1974, ISBN 3-471-66552-8.
- Sprechen und Schreiben. Studienbuch zur Didaktik der sprachlichen Äußerung (= UTB, Bd. 451). Quelle & Meyer, Heidelberg 1975, ISBN 3-494-02051-5.
- (Mitautor): Handlungsorientierter Deutschunterricht. Quelle & Meyer, Heidelberg 1977, ISBN 3-494-00908-2.
- (Hrsg.): Erziehungsziel sprachliche Verständigung. Beiträge zur Didaktik eines handlungsorientierten Deutschunterrichts. Kamp, Bochum 1978, ISBN 3-592-71770-7.
- Szenische Spiele im Deutschunterricht. Schwann, Düsseldorf 1981, ISBN 3-590-14589-7.
- (Mitautor): Handbuch zum Sprachunterricht. Beiträge zur Theorie und Praxis. Beltz, Weinheim 1983, ISBN 3-407-62074-8.
- Inhalte des Deutschunterrichts – eine vernachlässigte didaktische Kategorie. In: Zeitschrift für Pädagogik, Bd. 29 (1983), S. 545–562.
- Sprachliche Bildung im kulturellen Kontext. Einführung in die kulturwissenschaftliche Germanistik. Westdeutscher Verlag, Opladen 1991, ISBN 3-531-22166-3.
- Umgangsformen. Produktive Methoden zum Erschließen poetischer Literatur. Diesterweg, Frankfurt/M. 1991, ISBN 3-425-07911-5.
- Sprachreflexion statt Grammatik. Ein didaktisches Konzept für alle Schulstufen (= Reihe Germanistische Linguistik / Kollegbuch, Bd. 211). Niemeyer, Tübingen 1999, ISBN 3-484-31211-4.
- Zur Reichweite wissenschaftlicher Sprachkritik. In: Oswald Panagl/Horst Stürmer (Hrsg.): Politische Konzepte und verbale Strategien. Brisante Wörter – Begriffsfelder – Sprachbilder (= Sprache im Kontext, Bd. 12). Lang, Frankfurt/M. 2002, S. 105–127, ISBN 3-631-37625-1.
- Unterhaltung: "Massenmedium" oder "Popkultur"? Gehört so etwas in den Deutschunterricht? In: Literatur im Unterricht, Bd. 5 (2004), H. 1, S. 61–82.
- Das Anspruchsniveau fördern mit unterhaltsamen Medien. Schritte zu einem ästhetischen Urteil im Deutschunterricht. In: Wirkendes Wort, Jg. 2005, H. 2, S. 295–319.

Außerdem weitere Aufsätze in Fachzeitschriften und Mitarbeit an zahlreichen Schulbüchern.